# آن هارادا (ممثلة)
آن هارادا (بالإنجليزية: Ann Harada)‏ هي ممثلة أمريكية، ولدت في 3 فبراير 1964 في هونولولو في الولايات المتحدة.

## وصلات خارجية
- آن هارادا (ممثلة) على موقع IMDb (الإنجليزية)
- آن هارادا (ممثلة) على موقع ميوزك برينز (الإنجليزية)
- آن هارادا (ممثلة) على موقع قاعدة بيانات برودواي على الإنترنت (الإنجليزية)
- آن هارادا (ممثلة) على موقع ديسكوغز (الإنجليزية)
- آن هارادا (ممثلة) على موقع قاعدة بيانات الفيلم (الإنجليزية)